# 修二與彰
修二與彰（日语：修二と彰）或龜與山P（日语：亀と山P）是日本傑尼斯事務所旗下偶像龜梨和也（KAT-TUN成員）與山下智久（前NEWS成員）結成的限定組合。
2005年因出演電視劇《野豬大改造》而首度結成限定組合，組合名取自二人所飾演的角色名。2017年，再度結成限定組合，組合名取自各自名字。

## 修二與彰

### 組合成員
- 龜梨和也（KAT-TUN）－本作發佈于KAT-TUN正式CD出道之前，故而成為龜梨和也的首張CD作品。
- 山下智久（NEWS）

### 組合作品
《青春Amigo》（2005年11月2日發行）－《野豬大改造》主題曲

### 當年Jr.伴舞成員
- 北山宏光、千賀健永、玉森裕太、藤ヶ谷太辅（Kis-My-Ft2）
- 山田涼介、中島裕翔、知念侑李、髙木雄也、有岡大貴、伊野尾慧、森本龍太郎（Hey! Say! JUMP）
- 橋本良亮、河合郁人、塚田僚一（A.B.C-Z）

## 龜與山P

### 組合成員
- 龜梨和也（KAT-TUN）－在KAT-TUN充電期間結成該限定組合。
- 山下智久－退出NEWS組合后，曾與香取慎吾結成限定組合，后與龜梨和也再組本限定組合。

### 組合作品
《擦身而過的機會》（2017年5月17日發行）－《我命中注定的人》的主題曲。

《SI》(原定2020年4月29日發行，曾因疫情延期發行，現已中止發行)- 共三種版本:完全生產限定盤（CD+黑膠尺寸封裝）,初回生產限定盤（CD+DVD），通常盤（CD）。通常盤收錄重製重唱版的青春Amigo，2020年12月26日，日本索尼音樂娛樂於官網發表發售中止的消息。

### Jr.專職伴舞成員
SixTONES，Snow Man

## 外部連結
- 傑尼斯事務所限定組合公式站
- 傑尼斯事務所KAT-TUN（龜梨和也）公式站 （页面存档备份，存于）
- 傑尼斯事務所山下智久公式站 （页面存档备份，存于）